# Makso Pirnat
Makso Pirnat, slovenski poljudnoznanstveni pisec, kulturni in planinski delavec, * 24. september 1875, Zgornji Tuštanj, † 6. januar 1933, Ljubljana. 

## Življenje in delo
Makso Pirnat, oče kiparja in risarja Nikolaja Pirnata, doma z gradu Tuštanj, je osnovno šolo obiskoval v Moravčah, gimnnazijo pa v letih 1888−1896 v Ljubljani. Po maturi, ki jo je opravil z odliko, je 2 leti študiral klasično filologijo na Dunaju,1898-99 pravo, nato pa še slavistiko v Gradcu (1899-1900). Leta 1902 je v Gradcu opravil profesorski izpit. Služboval je od 1900 kot suplent, od 1902 pa kot pravi učitelj na mestni realki v Idriji, 1905–1921 kot profesor na gimnaziji v Kranju, 1921 dobil mesto gimnazijskega profesorja v Ljubljani, bil do 1923 začasno prideljen državni realki v Mariboru, ko je zaradi manično-depresivne bolezni postal nesposoben za opravljanje poklica. Upokojen je bil 1926 in živel v Tuštanju ali pa v ljubljanski bolnišnici.
Važnejši izmed njegovih mnogih spisov so nekateri spisi o krajih in življenjepisi znanih Slovencev: J. Vesel-Koseski, Blaž Kocen (1898), Benjamin Ipavec (1900), Prvič na Vegovem domu (1903), Magdalenska gora pri Idriji (1903); Prešeren v Moravčah (1904), Ljubevč pri Idriji (1905), J. V. Valvazor (1905), Juri baron Vega (1906), Anton Linhart (1906), Slika sv. Janeza Nepomuka v kapelici gradu Tuštanj (1907), Zgodovinski napisi v Idriji (1907), Gajeva slavnost v Kranju (1909).